# Llista d'asteroides/193401-193500
| Nom      | Designació provisional | Data de descobriment   | Lloc de descobriment | Descobridor/s         |
| -------- | ---------------------- | ---------------------- | -------------------- | --------------------- |
| 193401 - | 2000 WA20              | 23 de novembre de 2000 | Kitt Peak            | Spacewatch            |
| 193402 - | 2000 WK25              | 21 de novembre de 2000 | Socorro              | LINEAR                |
| 193403 - | 2000 WK29              | 21 de novembre de 2000 | Socorro              | LINEAR                |
| 193404 - | 2000 WS29              | 25 de novembre de 2000 | Socorro              | LINEAR                |
| 193405 - | 2000 WW30              | 20 de novembre de 2000 | Socorro              | LINEAR                |
| 193406 - | 2000 WL36              | 20 de novembre de 2000 | Socorro              | LINEAR                |
| 193407 - | 2000 WT37              | 20 de novembre de 2000 | Socorro              | LINEAR                |
| 193408 - | 2000 WB38              | 20 de novembre de 2000 | Socorro              | LINEAR                |
| 193409 - | 2000 WF38              | 20 de novembre de 2000 | Socorro              | LINEAR                |
| 193410 - | 2000 WS50              | 26 de novembre de 2000 | Socorro              | LINEAR                |
| 193411 - | 2000 WR53              | 27 de novembre de 2000 | Kitt Peak            | Spacewatch            |
| 193412 - | 2000 WV59              | 21 de novembre de 2000 | Socorro              | LINEAR                |
| 193413 - | 2000 WH61              | 21 de novembre de 2000 | Socorro              | LINEAR                |
| 193414 - | 2000 WQ65              | 28 de novembre de 2000 | Kitt Peak            | Spacewatch            |
| 193415 - | 2000 WB67              | 26 de novembre de 2000 | Socorro              | LINEAR                |
| 193416 - | 2000 WZ67              | 29 de novembre de 2000 | Kitt Peak            | Kitt Peak             |
| 193417 - | 2000 WJ69              | 19 de novembre de 2000 | Socorro              | LINEAR                |
| 193418 - | 2000 WY69              | 19 de novembre de 2000 | Socorro              | LINEAR                |
| 193419 - | 2000 WG85              | 20 de novembre de 2000 | Socorro              | LINEAR                |
| 193420 - | 2000 WX87              | 20 de novembre de 2000 | Socorro              | LINEAR                |
| 193421 - | 2000 WD88              | 20 de novembre de 2000 | Socorro              | LINEAR                |
| 193422 - | 2000 WT88              | 20 de novembre de 2000 | Socorro              | LINEAR                |
| 193423 - | 2000 WS92              | 21 de novembre de 2000 | Socorro              | LINEAR                |
| 193424 - | 2000 WZ92              | 21 de novembre de 2000 | Socorro              | LINEAR                |
| 193425 - | 2000 WA93              | 21 de novembre de 2000 | Socorro              | LINEAR                |
| 193426 - | 2000 WL93              | 21 de novembre de 2000 | Socorro              | LINEAR                |
| 193427 - | 2000 WB97              | 21 de novembre de 2000 | Socorro              | LINEAR                |
| 193428 - | 2000 WE101             | 21 de novembre de 2000 | Socorro              | LINEAR                |
| 193429 - | 2000 WJ102             | 26 de novembre de 2000 | Socorro              | LINEAR                |
| 193430 - | 2000 WP108             | 20 de novembre de 2000 | Socorro              | LINEAR                |
| 193431 - | 2000 WX108             | 20 de novembre de 2000 | Socorro              | LINEAR                |
| 193432 - | 2000 WA111             | 20 de novembre de 2000 | Socorro              | LINEAR                |
| 193433 - | 2000 WE113             | 20 de novembre de 2000 | Socorro              | LINEAR                |
| 193434 - | 2000 WZ115             | 20 de novembre de 2000 | Socorro              | LINEAR                |
| 193435 - | 2000 WO116             | 20 de novembre de 2000 | Socorro              | LINEAR                |
| 193436 - | 2000 WB117             | 20 de novembre de 2000 | Socorro              | LINEAR                |
| 193437 - | 2000 WK120             | 20 de novembre de 2000 | Socorro              | LINEAR                |
| 193438 - | 2000 WF123             | 29 de novembre de 2000 | Socorro              | LINEAR                |
| 193439 - | 2000 WS124             | 29 de novembre de 2000 | Socorro              | LINEAR                |
| 193440 - | 2000 WR126             | 16 de novembre de 2000 | Kitt Peak            | Spacewatch            |
| 193441 - | 2000 WO127             | 17 de novembre de 2000 | Kitt Peak            | Spacewatch            |
| 193442 - | 2000 WC129             | 19 de novembre de 2000 | Kitt Peak            | Spacewatch            |
| 193443 - | 2000 WC131             | 20 de novembre de 2000 | Anderson Mesa        | LONEOS                |
| 193444 - | 2000 WL135             | 19 de novembre de 2000 | Socorro              | LINEAR                |
| 193445 - | 2000 WJ136             | 20 de novembre de 2000 | Socorro              | LINEAR                |
| 193446 - | 2000 WR139             | 21 de novembre de 2000 | Socorro              | LINEAR                |
| 193447 - | 2000 WS140             | 21 de novembre de 2000 | Socorro              | LINEAR                |
| 193448 - | 2000 WG143             | 20 de novembre de 2000 | Anderson Mesa        | LONEOS                |
| 193449 - | 2000 WW146             | 28 de novembre de 2000 | Haleakala            | NEAT                  |
| 193450 - | 2000 WQ151             | 29 de novembre de 2000 | Višnjan Observatory  | K. Korlević           |
| 193451 - | 2000 WB158             | 30 de novembre de 2000 | Socorro              | LINEAR                |
| 193452 - | 2000 WO168             | 25 de novembre de 2000 | Anderson Mesa        | LONEOS                |
| 193453 - | 2000 WV169             | 24 de novembre de 2000 | Anderson Mesa        | LONEOS                |
| 193454 - | 2000 WX174             | 26 de novembre de 2000 | Socorro              | LINEAR                |
| 193455 - | 2000 WH181             | 30 de novembre de 2000 | Anderson Mesa        | LONEOS                |
| 193456 - | 2000 XZ1               | 1 de desembre de 2000  | Socorro              | LINEAR                |
| 193457 - | 2000 XJ2               | 1 de desembre de 2000  | Bohyunsan            | Bohyunsan             |
| 193458 - | 2000 XQ4               | 1 de desembre de 2000  | Socorro              | LINEAR                |
| 193459 - | 2000 XK5               | 1 de desembre de 2000  | Socorro              | LINEAR                |
| 193460 - | 2000 XE6               | 1 de desembre de 2000  | Socorro              | LINEAR                |
| 193461 - | 2000 XZ6               | 1 de desembre de 2000  | Socorro              | LINEAR                |
| 193462 - | 2000 XE7               | 1 de desembre de 2000  | Socorro              | LINEAR                |
| 193463 - | 2000 XF10              | 1 de desembre de 2000  | Socorro              | LINEAR                |
| 193464 - | 2000 XH12              | 4 de desembre de 2000  | Socorro              | LINEAR                |
| 193465 - | 2000 XJ13              | 4 de desembre de 2000  | Socorro              | LINEAR                |
| 193466 - | 2000 XA16              | 1 de desembre de 2000  | Socorro              | LINEAR                |
| 193467 - | 2000 XK17              | 1 de desembre de 2000  | Socorro              | LINEAR                |
| 193468 - | 2000 XL17              | 1 de desembre de 2000  | Socorro              | LINEAR                |
| 193469 - | 2000 XL18              | 4 de desembre de 2000  | Socorro              | LINEAR                |
| 193470 - | 2000 XU19              | 4 de desembre de 2000  | Socorro              | LINEAR                |
| 193471 - | 2000 XR20              | 4 de desembre de 2000  | Socorro              | LINEAR                |
| 193472 - | 2000 XH22              | 4 de desembre de 2000  | Socorro              | LINEAR                |
| 193473 - | 2000 XV24              | 4 de desembre de 2000  | Socorro              | LINEAR                |
| 193474 - | 2000 XH25              | 4 de desembre de 2000  | Socorro              | LINEAR                |
| 193475 - | 2000 XO27              | 4 de desembre de 2000  | Socorro              | LINEAR                |
| 193476 - | 2000 XR31              | 4 de desembre de 2000  | Socorro              | LINEAR                |
| 193477 - | 2000 XO36              | 5 de desembre de 2000  | Socorro              | LINEAR                |
| 193478 - | 2000 XN37              | 5 de desembre de 2000  | Socorro              | LINEAR                |
| 193479 - | 2000 XG41              | 5 de desembre de 2000  | Socorro              | LINEAR                |
| 193480 - | 2000 XL41              | 5 de desembre de 2000  | Socorro              | LINEAR                |
| 193481 - | 2000 XU42              | 5 de desembre de 2000  | Socorro              | LINEAR                |
| 193482 - | 2000 XQ43              | 5 de desembre de 2000  | Socorro              | LINEAR                |
| 193483 - | 2000 XN46              | 7 de desembre de 2000  | Socorro              | LINEAR                |
| 193484 - | 2000 XY52              | 6 de desembre de 2000  | Socorro              | LINEAR                |
| 193485 - | 2000 XD53              | 6 de desembre de 2000  | Socorro              | LINEAR                |
| 193486 - | 2000 XF53              | 6 de desembre de 2000  | Socorro              | LINEAR                |
| 193487 - | 2000 XL53              | 14 de desembre de 2000 | Bohyunsan            | Y.-B. Jeon, B.-C. Lee |
| 193488 - | 2000 YQ                | 16 de desembre de 2000 | Socorro              | LINEAR                |
| 193489 - | 2000 YT1               | 17 de desembre de 2000 | Socorro              | LINEAR                |
| 193490 - | 2000 YW5               | 19 de desembre de 2000 | Socorro              | LINEAR                |
| 193491 - | 2000 YE6               | 20 de desembre de 2000 | Socorro              | LINEAR                |
| 193492 - | 2000 YH6               | 20 de desembre de 2000 | Socorro              | LINEAR                |
| 193493 - | 2000 YZ7               | 21 de desembre de 2000 | Heppenheim           | Starkenburg           |
| 193494 - | 2000 YX9               | 20 de desembre de 2000 | Socorro              | LINEAR                |
| 193495 - | 2000 YK10              | 21 de desembre de 2000 | Socorro              | LINEAR                |
| 193496 - | 2000 YA16              | 22 de desembre de 2000 | Anderson Mesa        | LONEOS                |
| 193497 - | 2000 YR16              | 20 de desembre de 2000 | Socorro              | LINEAR                |
| 193498 - | 2000 YS17              | 25 de desembre de 2000 | Ondřejov             | P. Kušnirák           |
| 193499 - | 2000 YL20              | 27 de desembre de 2000 | Kitt Peak            | Spacewatch            |
| 193500 - | 2000 YX22              | 28 de desembre de 2000 | Kitt Peak            | Spacewatch            |